# Haagse School (schilderkunst)

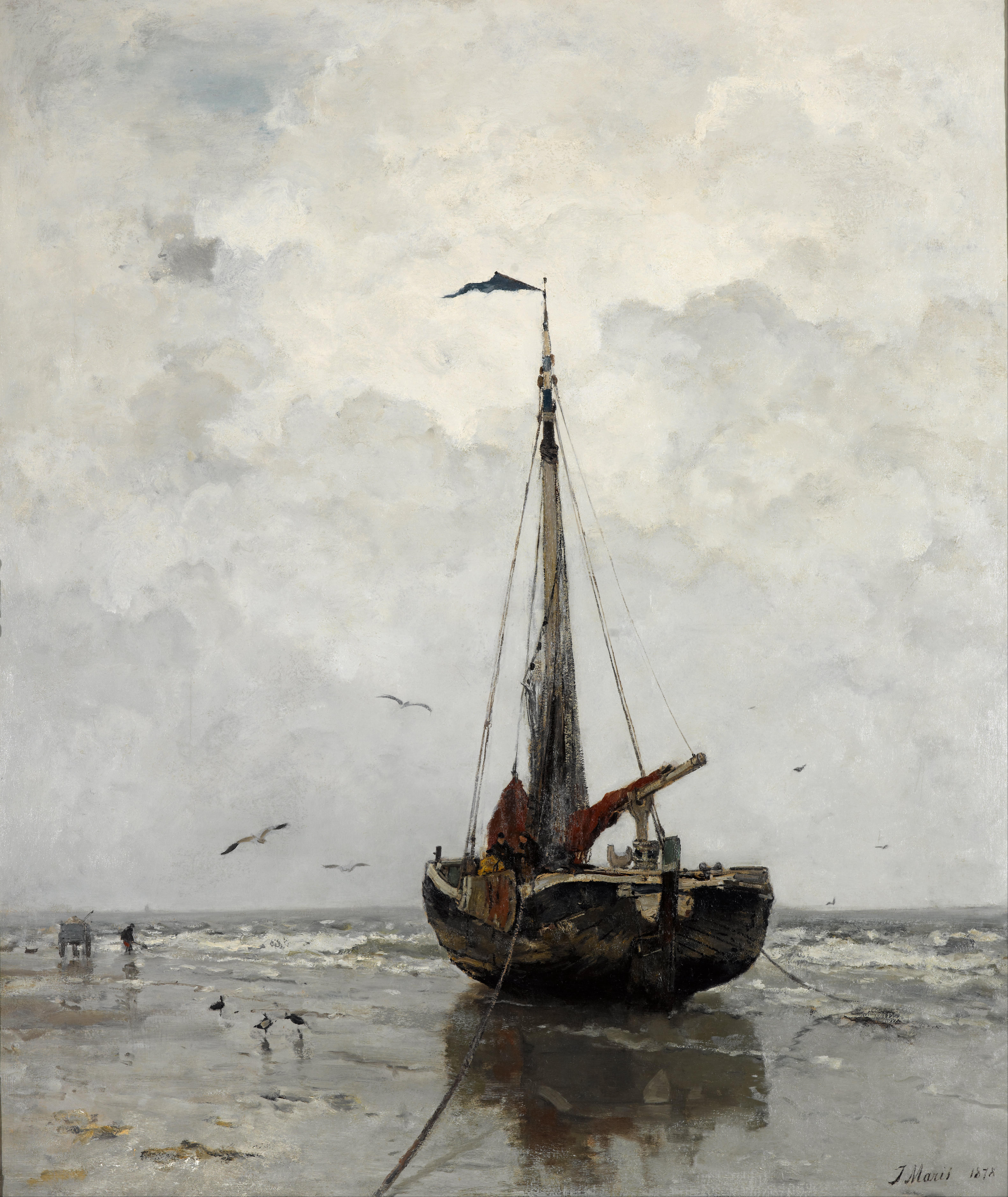
Jacob Maris: De bomschuit, 1875, een van de "klassieke" schilderijen van de Haagse School.

De Haagse School was een beweging van gelijkgestemde Nederlandse kunstschilders die grofweg tussen 1860 en 1900 in Den Haag werkten, dan wel anderszins verbonden waren met de residentiestad. De leden zetten zich af tegen de romantische traditie die rond het midden van de negentiende eeuw hoogtij vierde in de Hollandse schilderkunst en die de werkelijkheid idealiseerde.
De schilders van de Haagse School, onder wie Jozef Israëls, de gebroeders Jacob en Willem Maris, Willem Roelofs, Constant Gabriël, Hendrik Willem Mesdag en Anton Mauve, streefden een realistische weergave na. Kenmerkend was dat die weergave tevens een spiegel probeerde te zijn van de gemoedstoestand van de kunstenaar. Ze bewonderden de Franse kunstenaars van de School van Barbizon, die net als zij zoveel mogelijk en plein air werkten. De onderwerpen die ze kozen waren typisch "Hollands": polders, rivierlandschappen, koeien, schapen, molens, visserstaferelen, bomschuiten en bovenal: grote wolkenpartijen. De weergave van het licht en de atmosfeer stond centraal.
Aanvankelijk was het kleurgebruik van de Haagse School vrij somber, met een zekere nadruk op grijze tinten, reden waarom ze ook wel de "grijze school" werd genoemd. Later werden de Haagse Scholers ook beïnvloed door het Franse impressionisme: het kleurgebruik werd lichter en de verftoets losser. Een aantal jongere schilders sloeg na 1885 nieuwe, meer modernistische richtingen in. Een "nabloei" van Haagse Scholers zou echter nog tot ver in de twintigste eeuw doorwerken in de stemmingsvolle realistische stijl van hun voorgangers.

## 1850-1860: op zoek naar vernieuwing

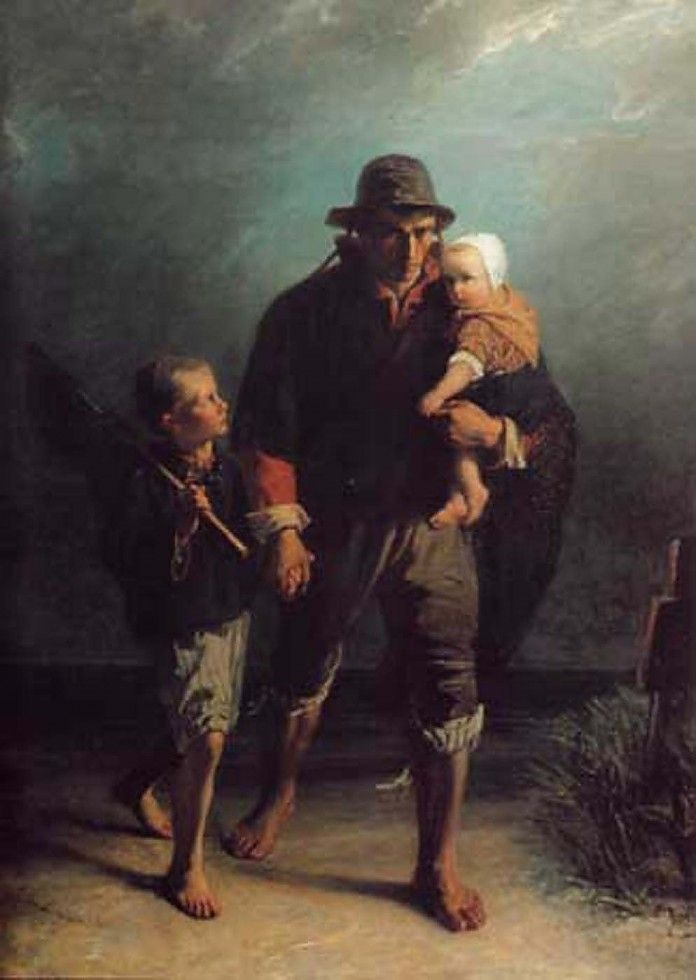
Jozef Israëls: Langs moeders graf, 1856, in een monumentale grootte van 244 x 178 centimeter.

De Nederlandse schilderkunst in de eerste helft van de negentiende eeuw was door de bank genomen traditioneel en conservatief. Op de Nederlandse kunstacademies gold de zeventiende-eeuwse Hollandse schilderkunst nog steeds onomstreden als de absolute norm. Daarnaast waren er merkbaar invloeden overgewaaid vanuit de Duitse romantiek, die zich vooral kenmerkte door een idealisering van het landschap. Internationaal telde de Nederlandse schilderkunst amper mee, er was nauwelijks sprake van enige vernieuwing.
Rond 1850 echter ontstond er een toenemende behoefte aan nieuwe impulsen, gekoppeld aan een ontvankelijke houding bij jonge kunstenaars. Diversen van hen trokken naar het buitenland ter voltooiing van hun opleiding. Daarbij kenterde de traditionele gerichtheid op Duitsland en ontstonden er toenemende contacten met de Franse schilderkunst. Met name een aantal jonge kunstschilders uit Den Haag en omgeving trokken zuidwaarts, meer in het bijzonder Jozef Israëls en Willem Roelofs, korte tijd later gevolgd door Anton Mauve en de broers Jacob en Willem Maris.
Israëls en Roelofs hadden rond 1850 in Brussel kennisgemaakt met het werk van de schilders van de School van Barbizon, met als voornaamste leden Théodore Rousseau, Jean-Baptiste Corot, Charles-François Daubigny en Jean-François Millet. Beiden maakten in die periode ook zelf een aantal studiereizen naar Barbizon. In de plaatselijke herberg van Ganne maakten ze kennis met de Franse schilders daar, brachten er gezamenlijk lange avonden door en deden er nieuwe ideeën op.

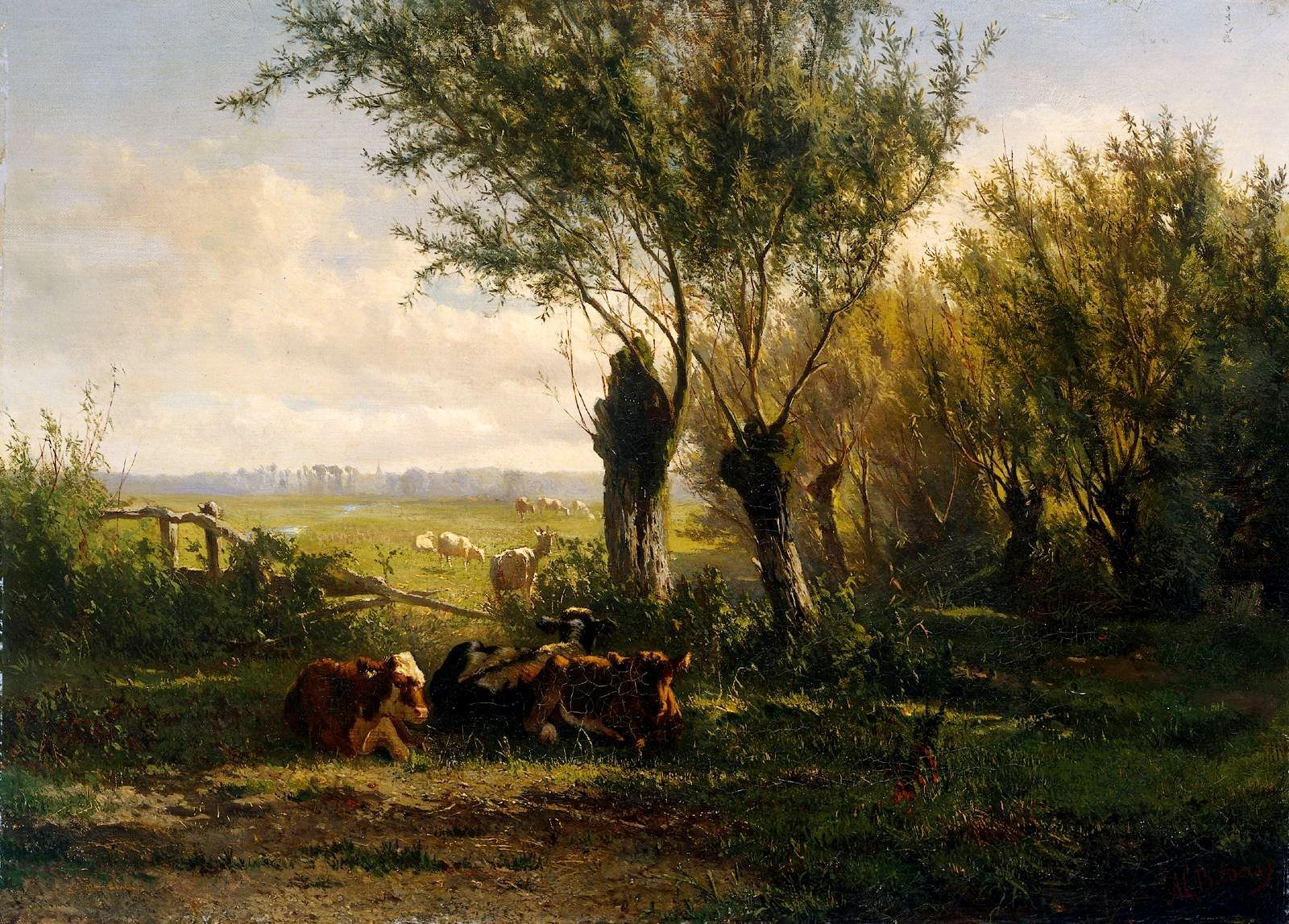
Gerard Bilders: Weiland bij Oosterbeek, 1860, in een stijl die nog invloed van de romantiek verraadt.

De belangrijkste gewaarwording van de Nederlandse schilders die naar Barbizon reisden was dat hun Franse collega's het landschap niet gebruikten in een geïdealiseerde vorm, zoals in de romantiek, die vooral werkte op het effect en de grootsheid van de natuur tot uitdrukking wilde brengen. Gestreefd werd daarentegen naar een realistische weergave die tevens een spiegel probeerde te zijn van de gemoedstoestand van de kunstenaar bij het aanschouwen ervan. De compositie en het lijnenspel kregen een centrale plaats in het werken. Nieuw was ook het schilderen in de open lucht (observatie ter plaatse) en de relatief losse penseelvoering. Veel aandacht was er voor licht en atmosfeer. Voor Hollandse begrippen uit die tijd betekende dit alles een radicaal andere zienswijze.
Kunstschilders in Den Haag en omgeving, vaak met elkaar verbonden door hun lidmaatschap van de Pulchri Studio, namen in de jaren 1850-1860 kennis van de ideeën van de School van Barbizon via de Frankrijkgangers, maar niet alleen via hen. Ook de kunsthandel speelde een belangrijke rol. Diverse werken van de Barbizonschilders werden in die tijd ook al te koop aangeboden in vooruitstrevende Haagse en Amsterdamse galerieën en werden er enthousiast ontvangen. De verkoop liep uitstekend en onder een aantal patriciërs en opkomende industriëlen - onder wie Hendrik Willem Mesdag - ontstond zelfs iets van verzamelwoede. De kennismaking met de Barbizon-werken leidde spoedig tot nieuwe impulsen in de Nederlandse schilderkunst.

## 1860-1870: Oosterbeek, vorming eerste generatie

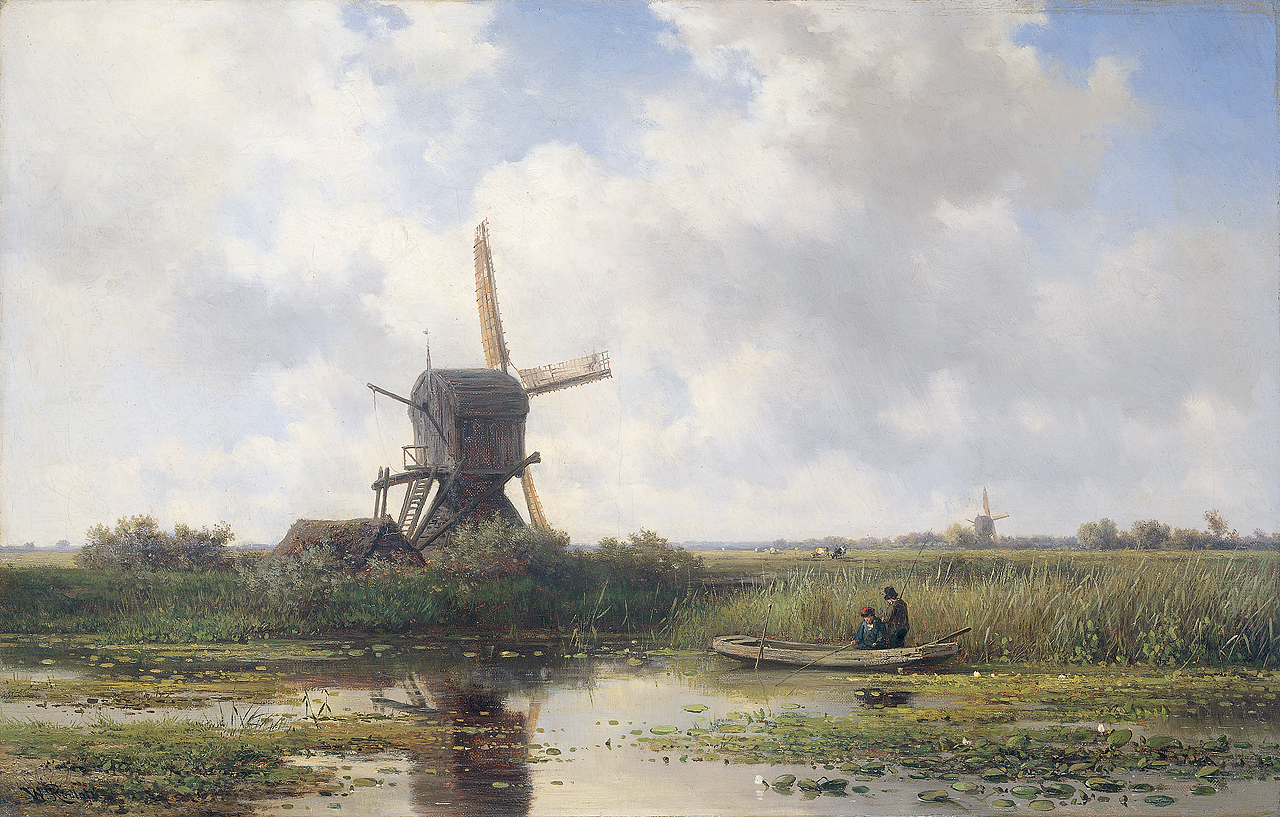
Willem Roelofs: In 't Gein bij Abcoude, ca. 1855-1860.

In navolging van de schilders van de School van Barbizon trokken rond 1860 ook in Nederland plotseling groepen kunstschilders, met name uit Den Haag en omgeving,  "naar buiten" om er te werken in de vrije natuur, vooral in de zomerperiodes. Het eerste oord waar zich een heuse kolonie vormde was Oosterbeek, een boerendorp in de heuvelachtige  omgeving aan de Veluwezoom bij Wolfheze, met veel zwaar geboomte. Kunstschilder Johannes Bilders en met name zijn zoon Gerard pionierden er al vanaf 1857 met het werken in de open lucht. Al snel volgden anderen. Een belangrijk ontmoetingspunt werd het landgoed "De Hemelsche Berg" van schrijver en mecenas Jan Kneppelhout, die regelmatig opleidingen en studiereizen van jonge kunstenaars bekostigde. Tot de schilders die rond de jaren 1860-1870 in Oosterbeek werkten en elkaar daar verder beïnvloedden, behoorden Willem Roelofs, Constant Gabriël, Hendrik Willem Mesdag, Anton Mauve, de gebroeders Maris (Jacob, Willem en Matthijs) en Jan de Haas. Ook Philip Sadée, Frederik Hendrik Kaemmerer en Bernard Blommers kon men er regelmatig tegenkomen. Ze gingen er op zoek naar de "stemming in de natuur", naar de indruk die het landschap op henzelf maakte. Gerard Bilders verwoordde het als volgt: "Het is mijn doel niet, een koe te schilderen om de koe, noch een boom om den boom; het is om door het geheel een indruk teweeg te brengen, dien de natuur somtijds maakt".

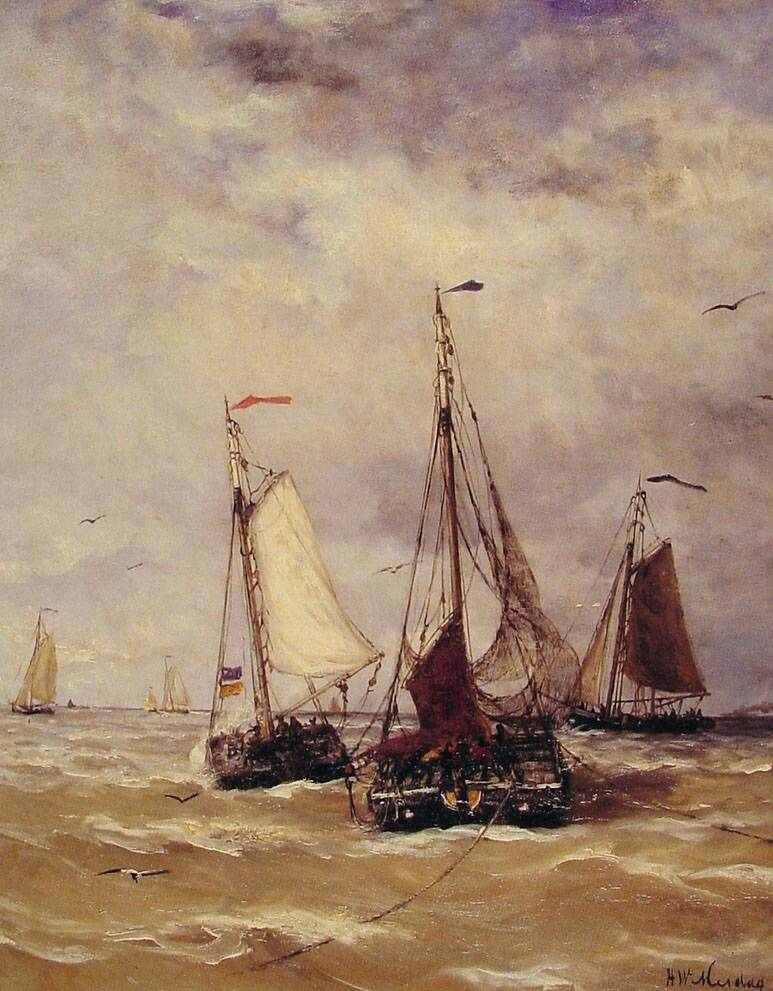
Hendrik Willem Mesdag: Voorbereiding voor vertrek, 1876. Vissersvloot bij Scheveningen.

Samen met Jan Hendrik Weissenbruch, Adolph Artz, Jozef Israëls en - hoewel geen landschapsschilder - Johannes Bosboom, zouden genoemde schilders later gerekend worden tot de eerste generatie Haagse Scholers. Oosterbeek werd in die tijd wel het Hollandse Barbizon genoemd. Critici gebruikten later wel de omschrijving "ridders van het grijs" voor de stijl waarin ze werkten.
In het vroege werk van de eerste generatie van de Haagse Scholers valt reeds de aandacht voor licht en atmosfeer op, het zoeken naar een zielstoestand. Het landschap werd beschouwd vanuit een menselijk oogpunt. Roelofs gold, wellicht samen met de vroeg gestorven Gerard Bilders, in eerste instantie als de belangrijkste promotor en noemde het "een zoektocht naar een eenvoudige, alledaagse waarheid". Het opgaan in kijken, observeren, daar ging het om. Opvallend was de typisch Hollandse aandacht voor grootse luchten. Kenmerkend werd uiteindelijk vooral de grijze tonaliteit en vaak nevelige sluiertechniek in de landschappen, die voor een enigszins sombere uitstraling zorgde. Die grauwheid zou uiteindelijk het handelsmerk worden voor de Haagse School. Een nieuw realisme met een typisch Hollandse ondertoon: nuchter, met een groot gevoel voor ruimte. Hoewel er duidelijk ook lijnen te trekken zijn naar de oud-Hollandse meesters, was het essentieel anders dan de barokke en classicistische schilderkunst zoals die op de toenmalige academies werd onderwezen. Aan de Haagse Kunstacademie werd het dan ook zonder pardon afgewezen. De kunstkritiek uit die dagen moedigde de belangstelling voor het "gekleurde grijs" al evenmin aan: Matthijs Maris moest zijn "grauwe bril" maar eens afzetten en Anton Mauve kreeg het commentaar dat zijn oog met een rouwfloers bedekt was. Van somberheid was echter geen enkele sprake bij de jonge kunstschilders zelf. De correspondentie tussen bijvoorbeeld Anton Mauve en Willem Maris getuigde van groot enthousiasme voor de gezamenlijke zwerftochten en het buiten schilderen. De vriendschappen die er werden gesloten bleken veelal voor het leven en legden de basis voor de onderlinge samenhang binnen de gelederen van de uiteindelijke Haagse School.

## 1870-1875: eerste succes, naamgeving

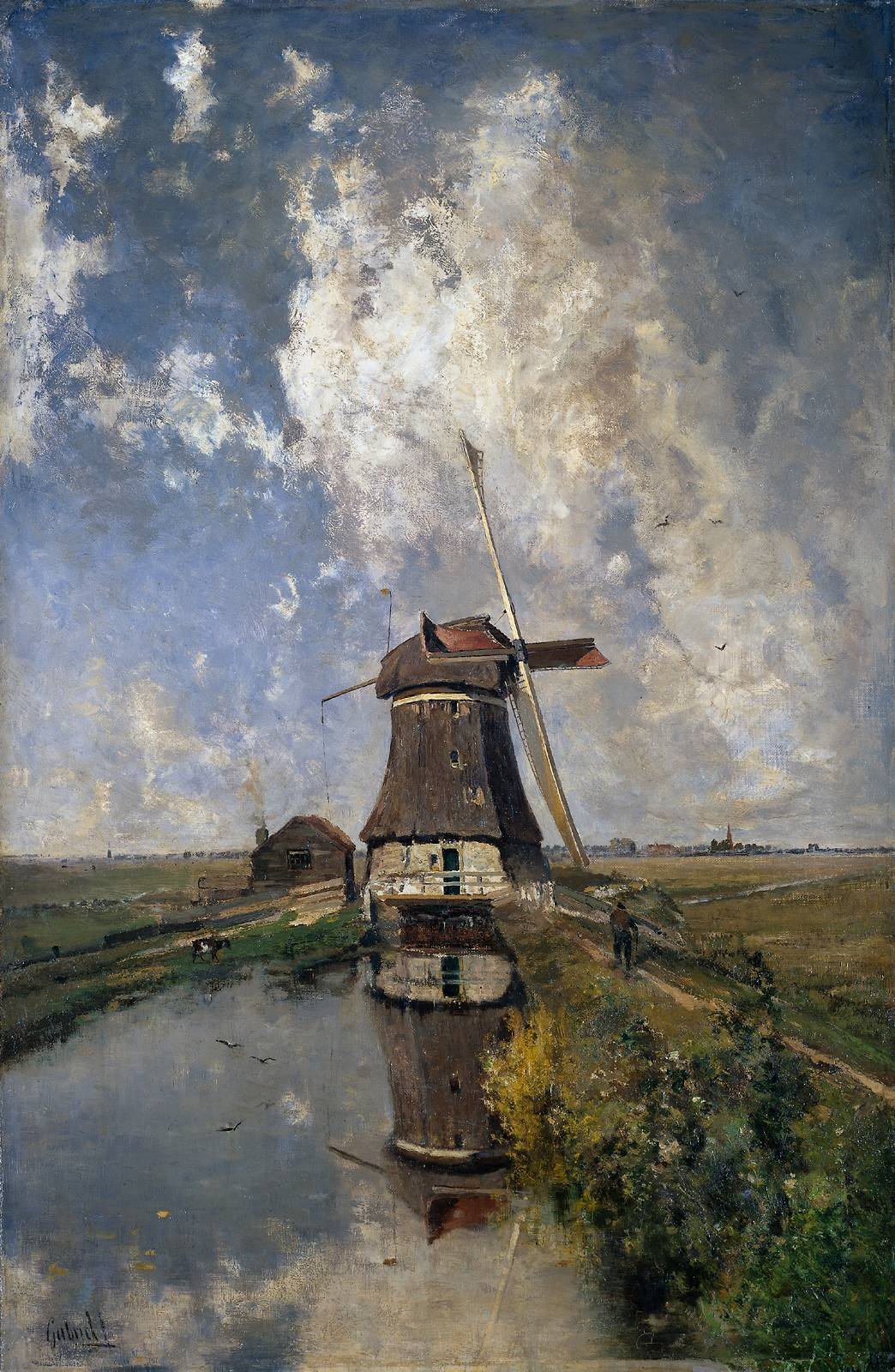
Constant Gabriël: In de maand juli, 1888. Zinnebeeld van de Hollandse polder.

Rond 1870 begon de eerste generatie Haagse Scholers voor het eerst waardering en succes te krijgen. Een belangrijke rol daarbij was opnieuw weggelegd voor de Haagse kunsthandel, die na 1865 explosief groeide en voor die tijd erg progressief genoemd kon worden. De Franse kunsthandel Goupil opende er een dependance en had er decennialang een leidende rol. Ook "Cent" van Gogh, een oom van Vincent van Gogh, dreef er een kunsthandel, die deels als filiaal van Goupil fungeerde. De aanwezigheid van relatief veel vermogende particuliere verzamelaars die daadwerkelijk bereid waren kunst te kopen (onder wie ook leden van het Koninklijk Huis), droeg daar sterk aan bij. Daarenboven werden veel werken van de Haagse Scholers ook verkocht aan verzamelaars en handelaars in Engeland (via een Londens filiaal van kunsthandel Van Wisselingh), de Verenigde Staten en Canada, een trend die nog jaren zou aanhouden.
Verder valt te wijzen op de organisatie van grote internationale tentoonstellingen in tal van grote Europese steden, zoals die indertijd met grote regelmaat plaatsvonden. In 1873 nam een grote delegatie Nederlandse kunstschilders deel aan de wereldtentoonstelling in Wenen en oogstte daar veel lof. De Nederlandse inzending van 167 werken, waarvan een groot deel van Jozef Israëls en andere Haagse Scholers, maakte er een "harmonische en weldadige indruk", aldus de kunstcriticus Friedrich Pecht. Ook tijdens andere internationale exposities, onder andere op de Parijse salon en de Biënnale in Venetië, kregen ze bijval, in het bijzonder de gebroeders Maris en opnieuw Jozef Israëls. Israëls was in het buitenland met name ook populair door de zichtbare verwantschap van zijn werk met dat van Rembrandt van Rijn, die een belangrijke inspiratiebron voor hem was, meer in het bijzonder in het gebruik van lichteffecten. Jacob Maris werd beïnvloed door het werk van Jacob van Ruisdael.

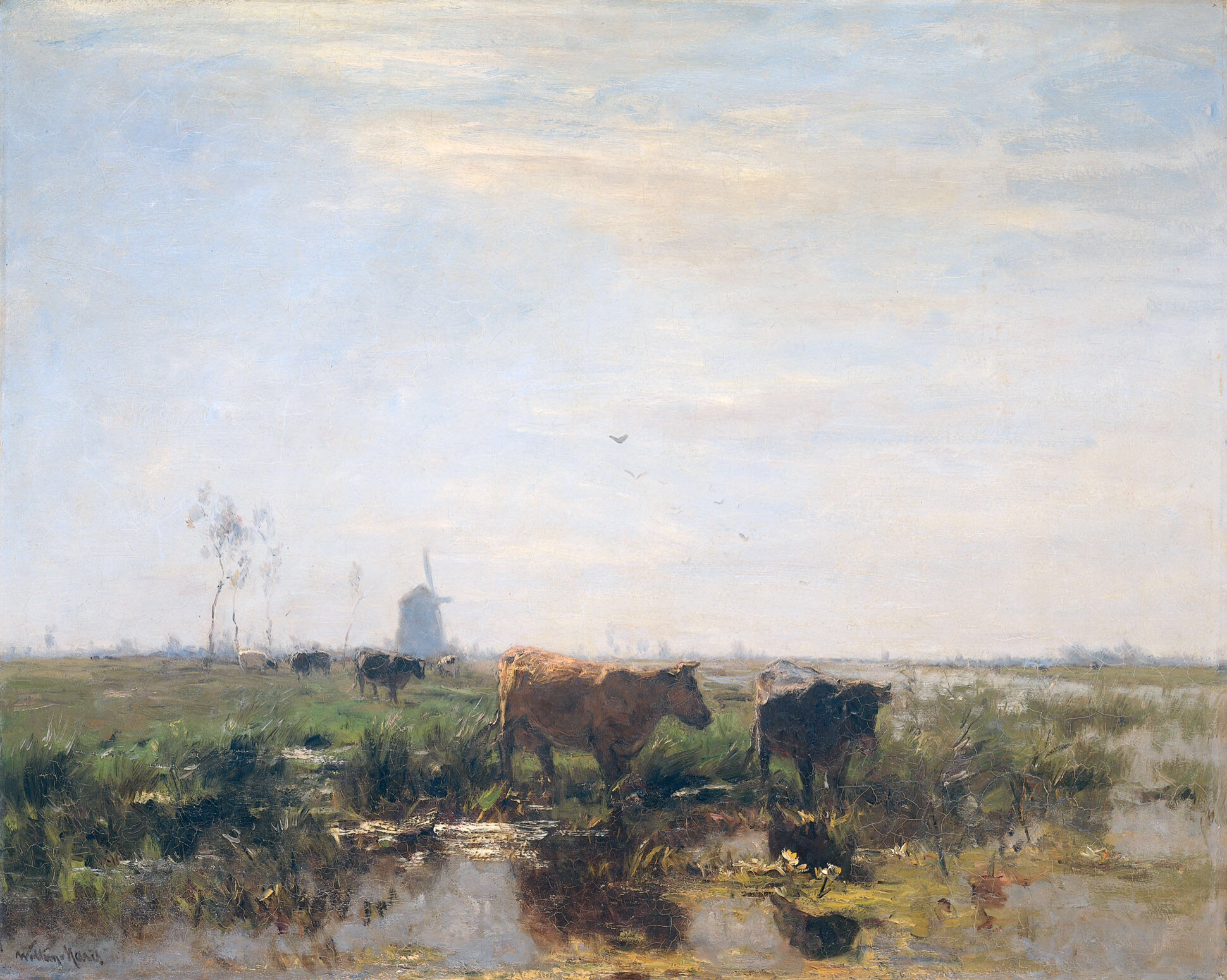
Willem Maris: Weide met koeien aan het water, ca. 1890-1895.

Na de buitenlandse successen haakte ook de Nederlandse pers voorzichtig aan met meer positieve kritieken. Een markerend moment was een recensie uit 1875 van de vooraanstaande criticus Jacques van Santen Kolff in de Banier. Van Santen Kolff schreef over een “nieuwe ultraradicale beweging in de schilderkunst”. Hij noemde deze beweging “Haagse School”, voornamelijk omdat de meeste leden uit die stad afkomstig waren, waarmee de beweging definitief haar eigen naam kreeg. De Haagse School, aldus Van Santen Kolff, “inspireerde zich op de werkelijkheid, wilde louter een stemming weergeven en vond het belangrijk een stemming aan te geven”.
De faam van de Haagse Scholers steeg snel. Vincent van Gogh, die begin jaren 1870 als jongste bediende werkte in de kunsthandel van zijn "ome Cent", duidde hen later in zijn brieven aan als "mastodonten", hetgeen onderstreept dat ze een leidende positie in begonnen te nemen binnen de Nederlandse schilderkunst.
Den Haag zelf groeide in die dagen uit tot een heuse kunstenaarsstad. Niet alleen de levendige kunsthandel, maar ook de actieve kunstenaarsvereniging Pulchri Studio speelde daarbij een belangrijke rol. Daarnaast was de stad voor de Haagse Scholers een uitstekende uitvalhoek voor het opzoeken van de favoriete stekjes, zoals Scheveningen, Kortenhoef en Noorden. De zee was nabij, het platteland en de polders nog eenvoudig (en door de aanleg van de spoorwegen ook steeds sneller) bereikbaar. Maar de schilders bleven toch stadsbewoners, die volgens Bram Hammacher's typering:
 '..huis en haard slechts tijdelijk en liefst zo kort mogelijk verlaten om natuurindrukken op te doen [snelle olieverfschetsen], die dan op het atelier worden verwerkt. Van Jacob Maris vertelt men, dat hij in den zomer weleens naar Scheveningen ging en dat zijn verste uitstapjes tot Dordrecht of Amsterdam waren (blz. 129 Marius).' 

## 1875-1885: Ontwikkeling en verbreding

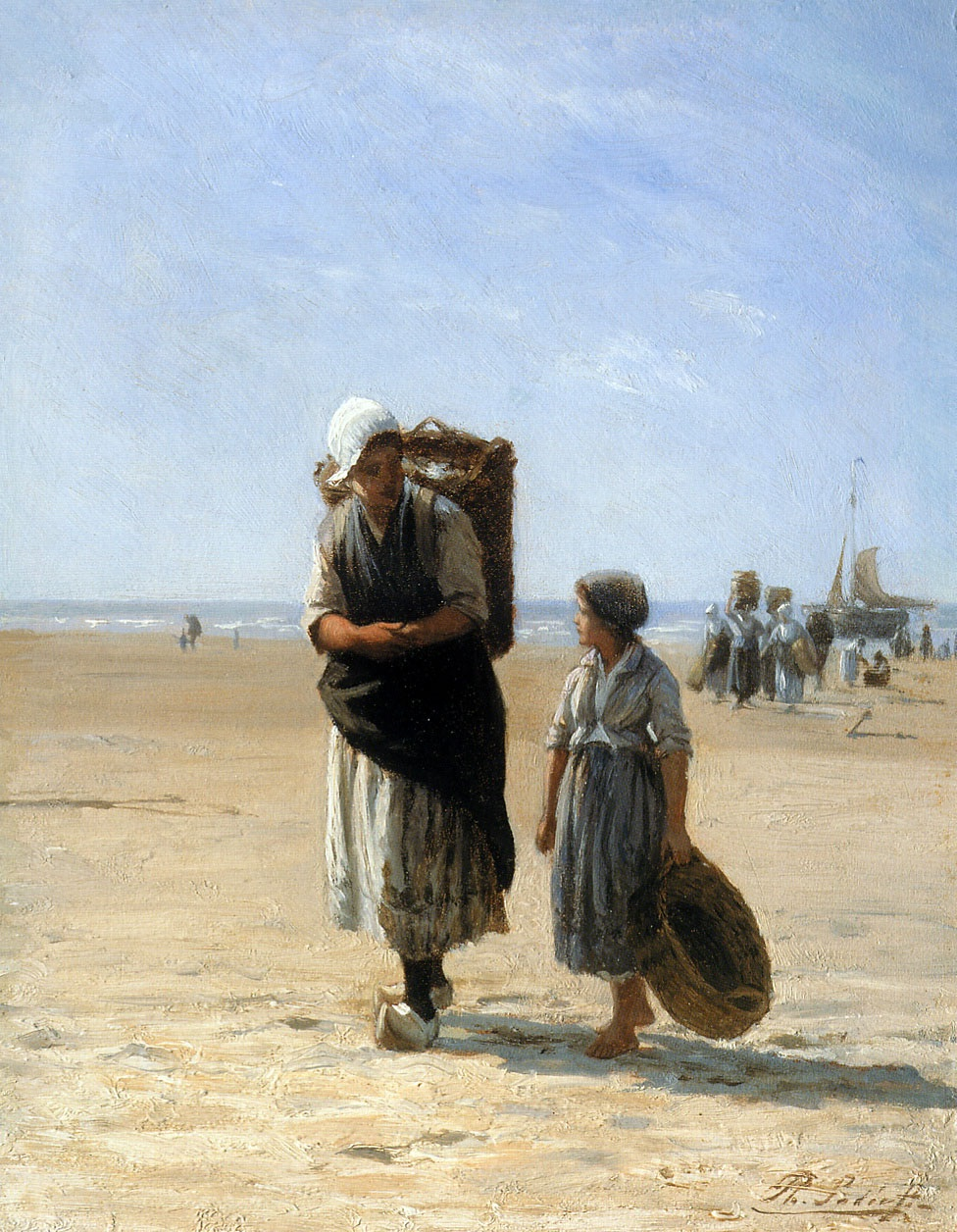
Philip Sadée: Terugkeer van het strand. Moeder en dochter op weg naar huis, Scheveningen, ca. 1878.

Eind jaren 1870 nam het aantal kunstschilders die schilderden in de stijl van de Haagse School hand over hand toe, nu niet meer alleen in Den Haag maar nadrukkelijk ook in Amsterdam. Nieuwe schildersdorpen ontstonden, onder andere in Laren, waar de rechtstreeks met de Haagse School verwante Larense School ontstond. Ook Blaricum, Nunspeet en Kortenhoef waren in trek. Veel kunstenaars uit Den Haag zouden zich uiteindelijk ook definitief in die plaatsen vestigen, op de vlucht voor de verstedelijking en opkomende industrialisering, op zoek naar het landelijke waarvan ze voorvoelden dat het aan het verdwijnen was.
Overigens vond na 1875 ook nadrukkelijk een verbreding plaats van de thematiek waarvoor werd gekozen: stond eerder nog voornamelijk het landschap centraal, nu schilderden de Haagse Scholers ook boereninterieurs, portretten, figuurstudies en bovenal zeegezichten, strandscènes en visserstaferelen. Jozef Israëls trok met grote regelmaat naar Scheveningen en legde er de vrouwen vast die wachtten op hun uitgevaren mannen, de oude dorpsbewoners alleen in hun hut, of de kinderen op het strand. Jacob Maris en Hendrik Willem Mesdag schilderden typisch Scheveningse bomschuiten en zeegezichten, alsook de eenvoudige dorpsbevolking, aan het werk of op de markt, gewoon realistisch, zonder sociale ondertoon, zonder enige idealisering. Hooguit was sprake van een zekere nostalgie. In 1882 schilderden Mesdag en anderen het Panorama Mesdag, nog steeds een icoon uit de Haagse School, welbewust vanaf de plek waar kort daarna het pompeuze Café-Restaurant Seinpost zou verrijzen. Veel kunstschilders trokken ook naar Katwijk aan Zee om er te werken.

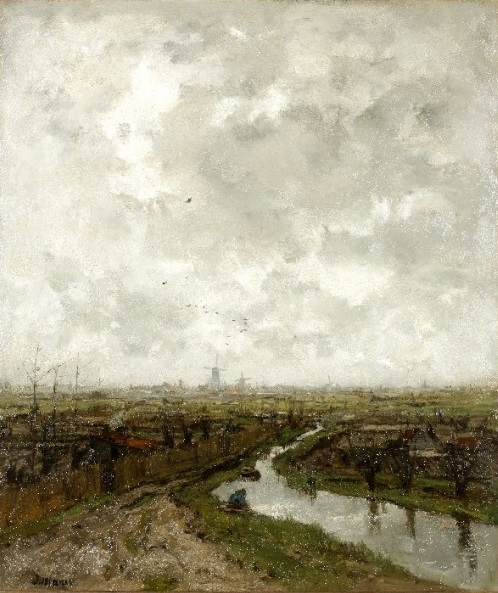
Jacob Maris: Slatuintjes bij Den Haag, 1878, met een typerende grijze lucht.

In de tweede helft van de jaren 1870 stonden de Haagse Scholers ook aan de wieg van een herwaardering van het schilderen in waterverf. Tot aan die tijd gold het aquarelleren hooguit als een schetstechniek en werd ze vooral gebruikt voor studiedoeleinden. Nu werden aquarellen meer en meer gewaardeerd als op zichzelf staande kunstwerken. De waardering ervan door de Haagse School-groep had vooral te maken met de directheid van de techniek, die ter plekke kon worden gebruikt en zo mogelijk nog beter dan in olieverf de brede rivieren, de drassige moerassen en de weerkaatsing van het licht kon weergeven. Met name Weissenbruch en Mauve toonden zich meesters in het aquarelleren. Mauve richtte in 1876 de Hollandsche Teekenmaatschappij op, die het aquarelleren en tekenen als zelfstandige kunstvorm propageerde.
In de jaren 1875-1885 tekende zich, min of meer parallel aan de herwaardering van het aquarel, een opvallende verandering af in de techniek van schilderen bij de Haagse Scholers. Steeds meer werd de manier van schilderen belangrijker dan het onderwerp zelf. "Ik schilder geen koeien maar lichtreflecties", zei Willem Maris ooit over een van zijn veestukken. De kunstenaars hadden het over "breed schilderen": met lange, brede verfstreken werden de struiken en wolken, de gezichten en handen vastgelegd. Met pasteuze toetsen werd de nadruk nog sterker dan voorheen gelegd op de atmosfeer. Het palet bleef daarbij tonaal en gedempt, op het monotone af. De kleuren waren goed afgestemd op elkaar zodat geen enkele toon afstak tegen de rest. Vaak hadden de schilderijen een grijsachtige waas die deed denken aan een regenachtige Hollandse dag. Daardoor kregen ze een intieme, haast verlaten sfeer, waarbij in geval van bijvoorbeeld Mauve en Weissenbruch, de algemene kleurstelling wel wat lichter werd.

## Na 1885-1900: tweede generatie, nabloei

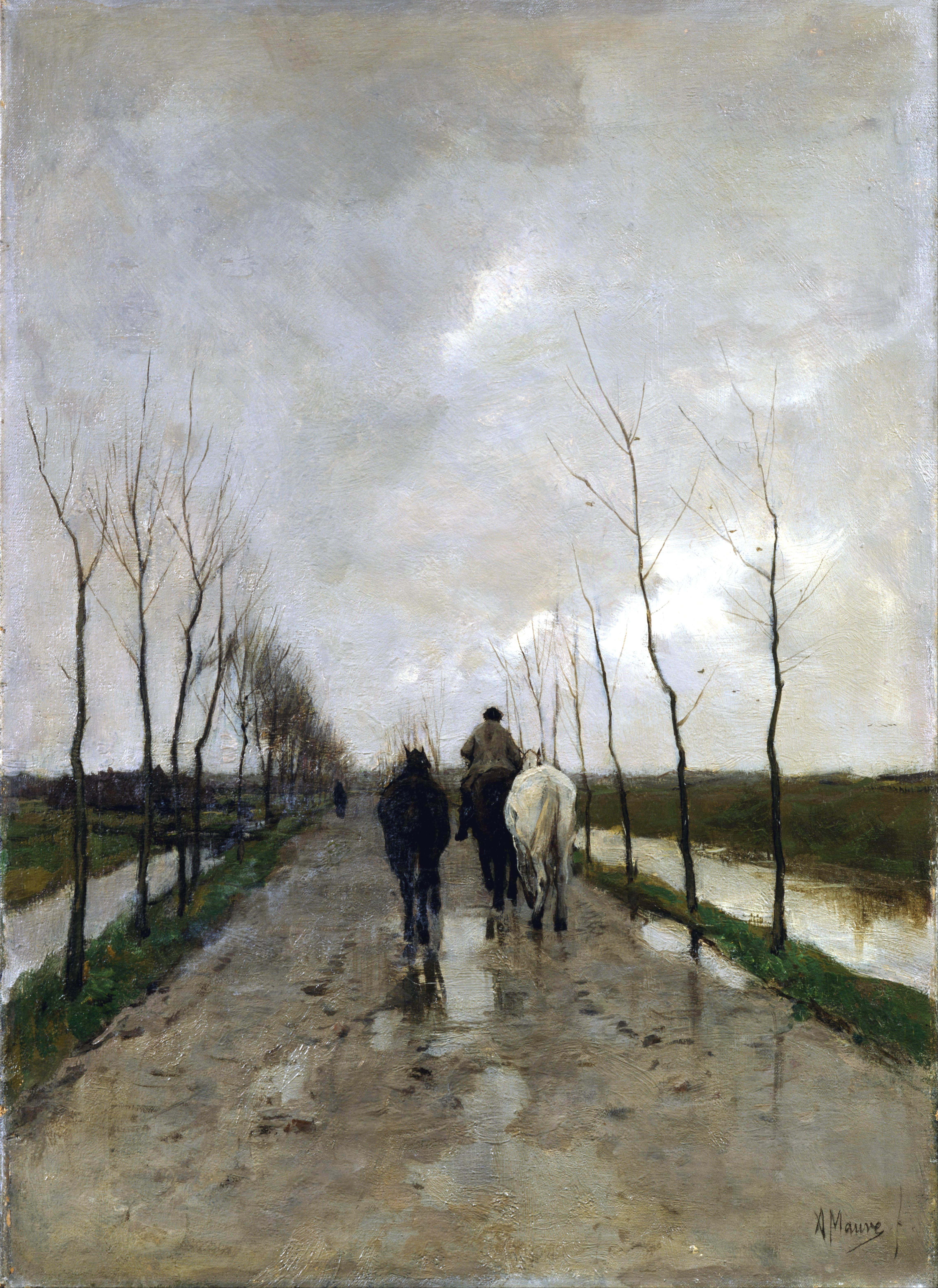
Anton Mauve: Een Hollandse weg, ca. 1880. Mauve sprak liever van zilveren dan van grijze tinten.

De ontwikkeling naar een losse penseelvoering, de lichtere toonzetting, en een toenemend gebruik van kleuraccenten, kan in nauwe samenhang worden gezien met de snelle opkomst van het impressionisme in Frankrijk. Toch verschilde de opvatting van de Haagse Scholers principieel van hun Franse collega's: de gerichtheid was niet zozeer op het vergankelijke en het moment, maar veel meer op het oneindige en persistente in de waarneming, die werd opgerekt tot een "oneindig moment".
Rond 1885 trad evenwel een nieuwe groep jonge kunstschilders naar voren, vrijwel allen geboren na 1850, veelal geschoold in Den Haag of door leden van de Haagse School, die de trend van vernieuwing op een veel radicalere wijze voortzette. Met name George Hendrik Breitner, Willem de Zwart en Isaac Israëls (de zoon van Jozef), die met hun vroege werk nog tot de Haagse School werden gerekend, braken met het atmosferisch realisme van hun voorgangers en kozen uiteindelijk wél onomwonden en volledig voor het impressionisme. Qua thematiek viel op dat zij hun aandacht verlegden van het landelijke naar de stad en het moderne leven, dat door hun leermeesters altijd was gemeden. In de jaren 1890 verhuisden Breitner en Isaac Israëls naar Amsterdam, waar ze de grondslag legden voor wat het Amsterdams impressionisme zou gaan heten. Hun atmosferische wortels in het Haags realisme echter, zouden altijd duidelijk herkenbaar blijven.
Andere modernistisch georiënteerde kunstschilders die hun basisopleiding kregen binnen de Haagse School, waren Vincent van Gogh, Jan Toorop en Piet Mondriaan.

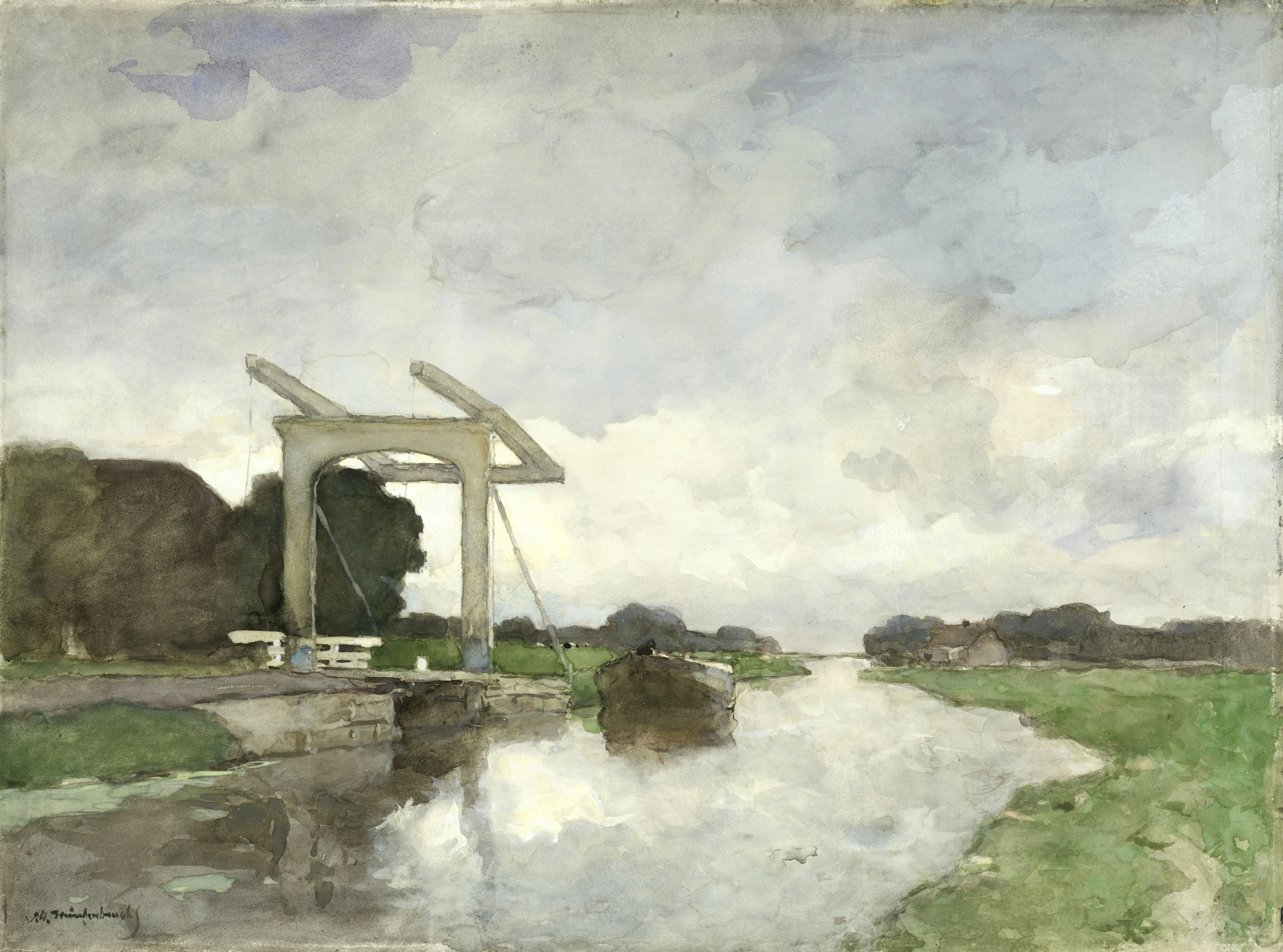
Jan Hendrik Weissenbruch: Ophaalbrug bij Noorden, ca. 1890, voorbeeld van de geroemde aquarelleerkunst van de Haagse Scholers.

Van Gogh volgde in 1881 schilderlessen bij Anton Mauve, die getrouwd was met zijn Haagse nicht Jet Carbentus. In diens Haagse atelier kwam hij in contact met het werk van onder anderen Jacob en Matthijs Maris, Weissenbruch, Mesdag, Breitner en Jozef Israëls. Hun invloed op het werk van Van Gogh was aanzienlijk. Thema’s als spitters, aardappeleters en houtverkopers uit zijn Nuenense periode heeft hij rechtstreeks van met name Mauve en Israëls overgenomen.
Mondriaan werd in zijn vroege Nederlandse periode, waarin hij vaak in Domburg werkte, sterk beïnvloed door Matthijs Maris en Floris Verster. Toorop kreeg een belangrijk deel van zijn opleiding bij Haagse Scholer Herman Johannes van der Weele. Het begrip stemming zou in hun werk een belangrijke rol blijven spelen.
De oriëntatie van deze binnen de traditie van de Haagse School opgeleide jonge kunstschilders op meer modernistische stromingen, betekende echter niet dat de Haagse School als beweging ten einde liep. Integendeel, diverse andere schilders uit deze nieuwe generatie bleven de stijlopvattingen van hun voorgangers in grote mate trouw en zorgden voor een zogenaamde "nabloei", die zich tot ver in de twintigste eeuw zou doortrekken. Belangrijke namen daarbij waren de al genoemde Floris Vester, Louis Apol, Willem Bastiaan Tholen, Albert Neuhuys, Théophile de Bock, Nicolaas Bastert, Geo Poggenbeek (hoewel Amsterdammer), Floris Arntzenius (die ook veel stadsgezichten schilderde), Johannes Evert Hendrik Akkeringa, Jan Hillebrand Wijsmuller, Fredericus van Rossum du Chattel en later nog Johan Scherrewitz.

## Waardering

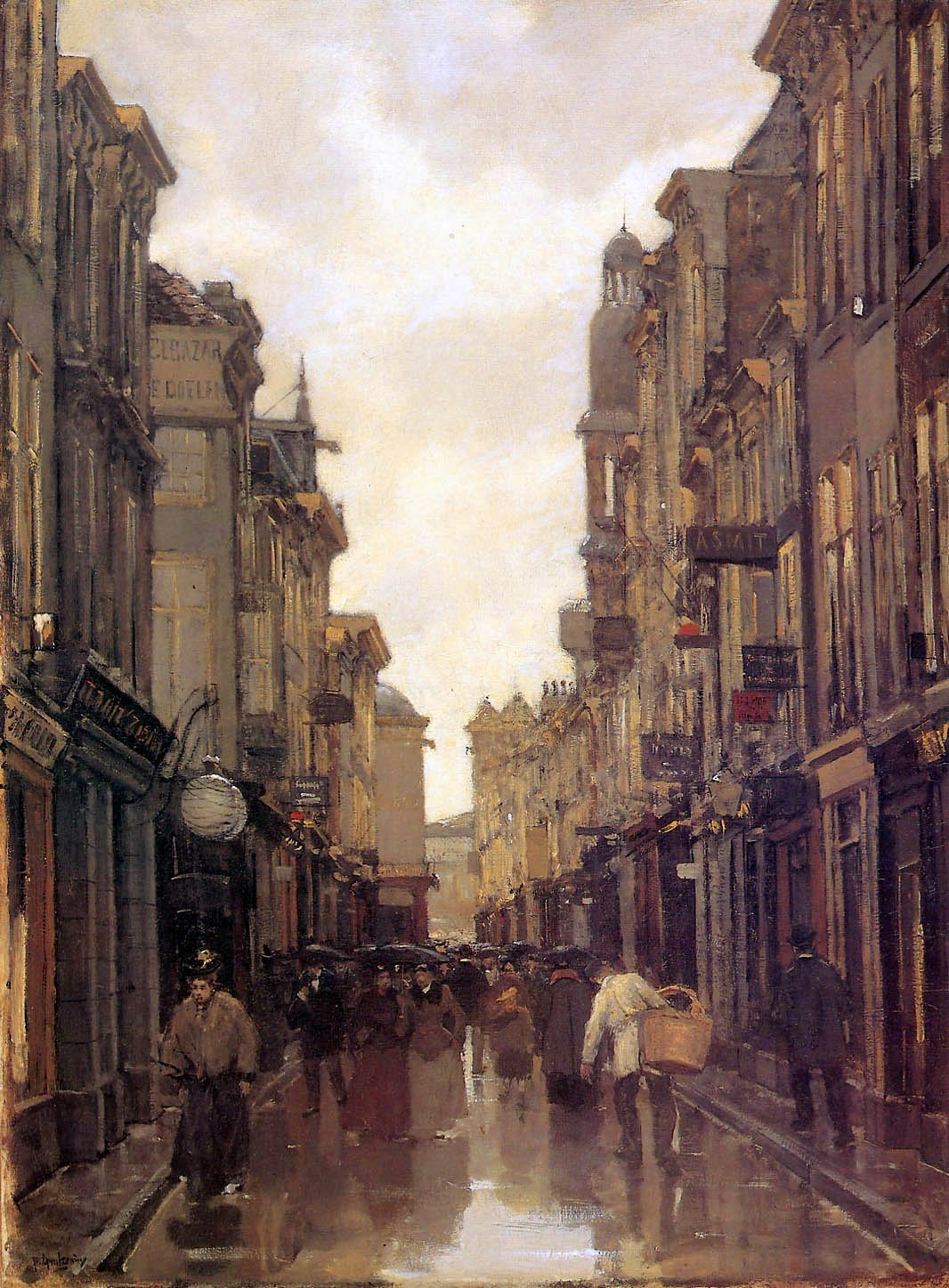
Floris Arntzenius: Spuistraat, Den Haag, ca. 1900. Een thematische verbreding naar de "moderne wereld".

Het succes van de nieuwe realistische schilderkunst zoals die later de Haagse School zou kenmerken, begint feitelijk bij Jozef Israëls, die al rond 1860 internationaal de aandacht trok. Langs moeders graf werd in 1857 aangekocht door het Rijksmuseum. Zijn schilderij De drenkeling werd tijdens de wereldtentoonstelling van 1862 in Londen al aangemerkt als the most touching picture of the exhibition. In een meer brede zin kwam de waardering een tiental jaren later, ingezet met het reeds aangehaalde succes op de wereldtentoonstelling in Wenen in 1873 en daarna min of meer bevestigd door Van Santen Kolff in zijn artikel uit 1875. Opvallend was dat Van Santen Kolff daarbij het radicaal vernieuwende in het werk van de Haagse Scholers benadrukte, waar deze in later tijden vaak als traditioneel en behoudend werden beschouwd.
Van de jaren 1870 tot aan de Eerste Wereldoorlog was de Haagse School toonaangevend binnen de Nederlandse schilderswereld en ook commercieel bleef de stroming uitermate succesvol, in eigen land maar zeker ook internationaal. Met name in Duitsland (mede via Jan de Haas, die lang in München werkte), de Verenigde Staten en ook Schotland, vonden de werken veel aftrek. Belangrijke exposities werden georganiseerd in New York, Boston, Washington D.C. en Montreal. Veel vermogende Amerikanen, onder wie president William Howard Taft (1909-1913), legden verzamelingen aan met een groot aantal werken van Haagse Scholers.
Na de Eerste Wereldoorlog echter werd de reputatie van de Haagse School, niet in de laatste plaats in Nederland zelf, definitief overschaduwd door de Franse impressionisten en andere modernistische stromingen. Etser Marius Bauer, die verre oorden opzocht, beschreef de schildersgroep in 1916 laatdunkend als "schilders van de Broeksloot". Decennialang werd hun werk als oubollig beschouwd en de stroming verdween uit de kunsthistorische handboeken.

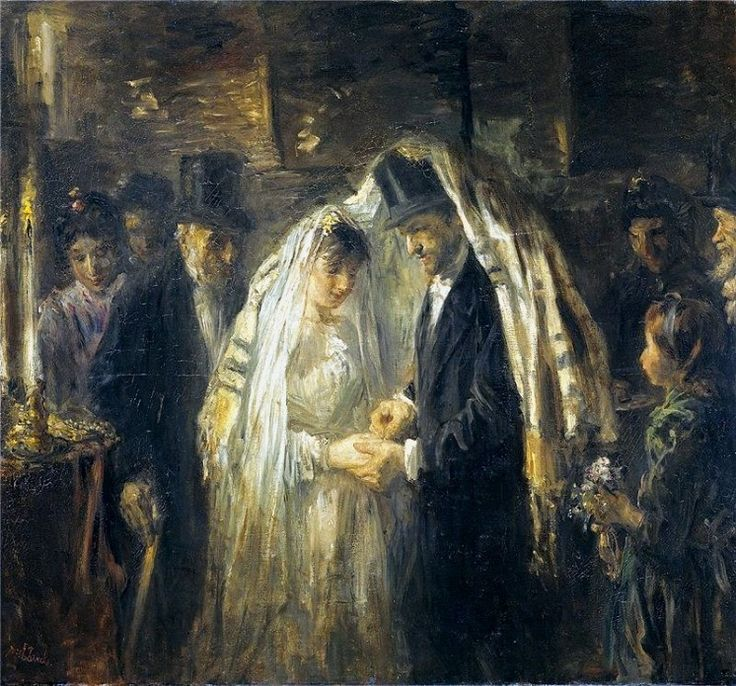
Jozef Israëls: Joodse bruiloft, 1903, met een aan Rembrandt ontleend clair-obscur.

Een herwaardering volgde eerst in 1965, toen dr. Jos de Gruyter een grote overzichtstentoonstelling organiseerde in het Haags Gemeentemuseum. Nieuwe impulsen aan de herwaardering werden vervolgens gegeven door John Sillevis, curator van het Haags Gemeentemuseum, die in 1983 een nieuwe grote expositie organiseerde, die ook succesvol door het buitenland toerde. Sillevis wijdde diverse publicaties aan de beweging en droeg sterk bij aan de totstandkoming van een synthetiserende visie op de beweging. Andere kunsthistorici, onder wie Saskia de Bodt, Hans Janssen en Ronald de Leeuw, sloten daarbij aan met nieuwe inzicht gevende studies. Belangrijke musea als het Rijksmuseum Amsterdam en het Van Gogh Museum kochten weer belangrijke werken aan van de Haagse School. Het Haags Gemeentemuseum ontleent er vandaag de dag zelfs een groot deel van zijn reputatie aan.
Tegenwoordig wordt de Haagse School algemeen gezien als de eerste succesvolle moderne kunststroming in Nederland sinds de zeventiende eeuw. Het was binnen Nederland de eerste manifestatie van een systeem waarin kunstenaars los van het traditionele mecenaat functioneerden en hun werk via de (internationale) kunsthandel aan de man wisten te brengen. "Hoewel dezelfde zee nog altijd over hetzelfde strand rolt", besluit Renske Suijver haar inleiding bij een catalogus van Haagse Schoolwerken in het Rijksmuseum, "is er na de Haagse School geen kunstenaarsgroep geweest die het Hollandse land in al zijn facetten zo sfeervol wist weer te geven. Licht, lucht en water zijn de ingrediënten van dit Hollandse landschap. De schilders van de Haagse School wisten het met olie- en waterverf treffend te weerspiegelen in hun stemmige schilderijen".

## Afbakening, overzicht van Haagse Scholers

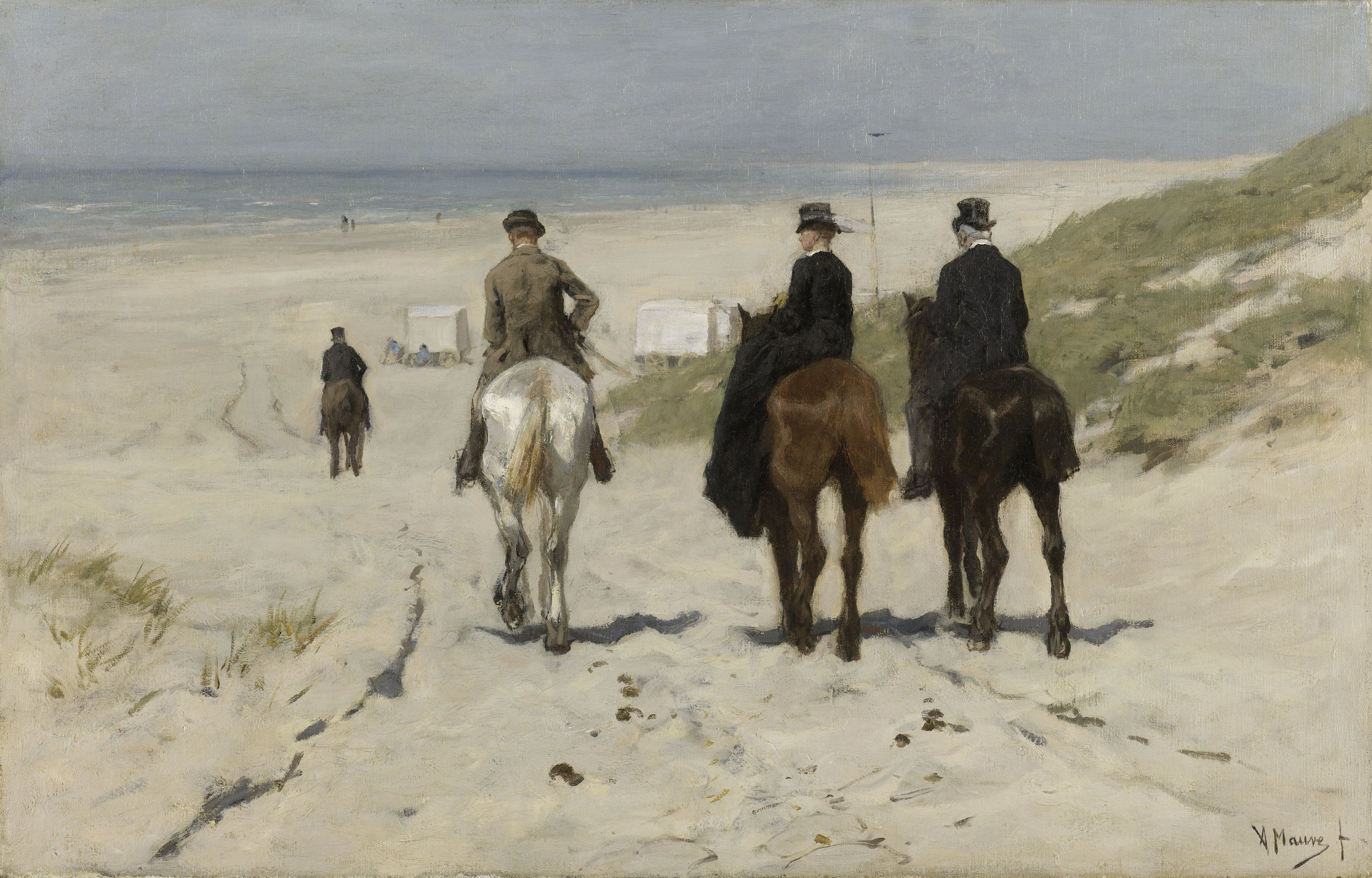
Anton Mauve: Morgenrit langs het strand, 1876.

De "leden" van de Haagse School worden in de literatuur veelal ingedeeld in twee generaties, grofweg in te delen op geboortejaar. De schilders van de eerste generatie zagen doorgaans al het leven vóór 1840, waren bij de internationale waardering in de jaren 1870 al geruime tijd actief en gelden doorgaans als degenen die de beweging hebben gevestigd. Een volgende generatie kunstschilders, geboren na 1850, werd pas actief na dat eerste succes en werd door de eerste generatie gevormd dan wel beïnvloed.
De term "leden" is overigens betrekkelijk, gezien de verscheidenheid in stijlopvatting die de Haagse Scholers er niettegenstaande hun realistische uitgangspunten op na hielden, en het ontbreken van een echt programma. De meesten ontwikkelden ook nog eens hun eigen specialisme: Jozef Israëls richtte zich veelal op genrewerken, Blommers, Artz en Sadée op het vissersthema en op boereninterieurs, Bosboom zelfs op kerkinterieurs, Mesdag op zeegezichten, Jacob Maris, Roelofs en Gabriël op landschappen, in het geval van Willem Maris vaak met koeien en eenden. Mauve was wellicht de meest veelzijdige onder allen. Matthijs Maris werd gaandeweg een buitenbeentje met zijn vaak sprookjesachtige thema's, die steeds verder afdreven van het realisme.
De indeling in generaties wordt in de literatuur trouwens ook niet altijd eenduidig gehanteerd. Soms wordt zelfs van drie generaties gesproken, vaak wordt ook wel de term "nabloei" gebezigd, voor latere schilders die nadrukkelijk eenzelfde stijlopvatting hadden als de vroege Haagse Scholers. De afbakening van wie er wel en wie niet tot de Haagse School moet worden gerekend is met dit alles niet eenvoudig. Grenzen zijn vaak lastig te trekken, zeker "naar beneden". Onderstaande lijst geeft een algemeen gangbaar overzicht van de belangrijkste exponenten, zonder een pretentie van compleetheid. De schilders van de Larense School, hoewel stilistisch nauw verwant met de Haagse School, zijn niet opgenomen, uitgezonderd Mauve en Neuhuys, als oorspronkelijke Haagse Scholers.
Eerste generatie
- David Adolph Constant Artz (1837-1890)
- Gerard Bilders (1838-1865)
- Bernard Blommers (1845-1914)
- Jan Willem van Borselen (1825-1892)
- Johannes Bosboom (1817-1891)
- Johannes Hubertus Leonardus de Haas (1832-1908)
- Paul Joseph Constantin Gabriël (1828-1903)
- Jozef Israëls (1824-1911)
- Jacob Maris (1837-1899)
- Matthijs Maris (1839-1917)
- Willem Maris (1844-1910)
- Anton Mauve (1838-1888)
- Hendrik Willem Mesdag (1831-1915)
- Sina Mesdag-van Houten (1834-1909)[28]
- Taco Mesdag (1822-1902)
- Alexander Mollinger (1836-1867)
- Albert Neuhuys (1844-1914)[29]
- Willem Roelofs (1822-1897)
- Philip Sadée (1837-1904)
- Julius van de Sande Bakhuyzen (1835-1925)
- Johan Hendrik Weissenbruch (1824-1903)

Tweede generatie, nabloei
- Johannes Evert Hendrik Akkeringa (1861-1942)
- Louis Apol (1850-1936)
- Floris Arntzenius (1864-1925)
- Nicolaas Bastert (1854-1939)
- Victor Bauffe (1846-1921)
- Ludolph Berkemeier (1864-1931)
- George Hendrik Breitner (1857-1923) (vroege werken)
- Théophile de Bock (1851-1904)
- Adriaan Groenewegen (1874-1963)
- Marinus Heijnes (1888-1963)
- Gerrit van Houten (1866-1934)
- Isaac Israëls (1865-1934) (vroege werken)
- Cornelis Kuypers (1864-1932)
- François Pieter ter Meulen (1843-1927)
- Evert Moll (1878-1955)
- George Jan Hendik (Geo) Poggenbeek (1853-1903)
- Anthon Gerard Alexander van Rappard (1858-1892)
- Willem Cornelis Rip (1856-1922)
- Fredericus van Rossum du Chattel (1856-1917)
- Johan Scherrewitz (1868-1951)
- Willem Bastiaan Tholen (1860-1931)
- Floris Verster (1861-1927)
- Jan Voerman (1857-1941)
- Herman Johannes van der Weele (1852-1930)
- Jan Hillebrand Wijsmuller (1855-1925)
- Willem de Zwart (1862-1931) (vroege werken)

## Andere Haagse Scholen
- Haagse School (muziek)
- Nieuwe Haagse School (bouwstijl)
- Nieuwe Haagse School (beeldende kunst)

## Navolging
- Dordtse impressionisten